# Archaeovaranus lii
 Archaeovaranus lii — викопний вид ящірок родини варанових (Varanidae). Описаний у 2022 році. Archaeovaranus заповнює прогалину в літописі скам'янілостей варанів, оскільки він представляє стовбурову групу варанід з раннього еоцену Східної Азії, близько споріднену з родом Varanus.

## Скам'янілості
Викопні рештки ящірки знайдено у відкладеннях формації Юхуандін поблизу міста Даньцзянкоу у провінції Хубей у Китаї. Відомий за майже повним скелетом. Голотип включає неушкоджений череп, з яким асоційований розчленований скелет. На основі решток у 2022 році описали нові рід та вид Archaeovaranus lii.
Родова назва Archaeovaranus поєднує грецьке «archaīos», що означає «давній», із посиланням на близькоспоріднений Varanus. Видова назва lii вшановує палеонтолога Лі Чуанькуя, який досліджував типову місцевість виду.